# Reforma dos Cem Dias
A Reforma dos Cem Dias ou Cem Dias de Reforma (no chinês simplificado:戊戌变法, chinês tradicional:戊戌变法, pinyin: Wuxu biànfǎ, ou chinês simplificado:百日维新, chinês tradicional:百日维新, pinyin: bǎirì Weixin) foi um fracassado movimento de reformas nacionais no meio cultural, político e educacional entre 11 de junho a 21 de setembro de 1898, no final da dinastia Qing na China. Foi realizado pelo jovem Imperador Guangxu e seus partidários reformistas liderados por Kang Youwei. O movimento provou ser de curta duração, terminando em um golpe de Estado (戊戌政变 "O golpe de 1898") por poderosos oponentes conservadores liderados pela Imperatriz Cixi.

## Começo
A China embarcou em um esforço para modernizar, o Movimento de Auto-Fortalecimento, após sua derrota na Primeira (1839-1842) e Segunda (1856-1860) Guerras do Ópio. O esforço concentrou-se em fornecer armas modernas às forças armadas, em vez de reformar a governança ou a sociedade. As limitações dessa abordagem foram expostas pela Primeira Guerra Sino-Japonesa (1894-1895), quando a China foi derrotada pelo Japão Meiji, que havia passado por reformas abrangentes durante o mesmo período. A derrota levou a tratados desiguais adicionais, pois as potências europeias se aproveitaram da fraqueza da China.
Elementos do governo Qing ficaram suficientemente alarmados para permitir que Kang Youwei e Liang Qichao propusessem reformas ao imperador Guangxu; Guangxu concordou. Alguns dos alunos de Kang também receberam cargos menores, mas estratégicos, na capital para ajudar nas reformas. Os objetivos dessas reformas incluíam:
- abolir o sistema de exame tradicional
- eliminando sinecuras (cargos que ofereciam pouco ou nenhum trabalho, mas ofereciam salário)
- estabelecendo a Universidade de Pequim como um lugar onde as ciências, as artes liberais e os clássicos chineses estariam disponíveis para estudo
- estabelecimento de escolas agrícolas em todas as províncias e escolas e faculdades em todas as províncias e cidades
- construir um sistema educacional moderno (estudar matemática e ciências em vez de se concentrar principalmente em textos confucionistas)
- incentivando os membros da família imperial a estudar no exterior
- mudar o governo de uma monarquia absoluta para uma monarquia constitucional
- aplicando os princípios do capitalismo para fortalecer a economia
- modernizando as forças armadas da China e adotando métodos modernos de treinamento e treinamento
- estabelecer uma academia naval
- utilizando terras militares não utilizadas para a agricultura
- rápida industrialização de toda a China através da manufatura, comércio e capitalismo
- estabelecimento de escolas de comércio para a fabricação de seda, chá e outros artesanatos tradicionais chineses
- estabelecendo um escritório para ferrovias e minas

Os reformadores declararam que a China precisava de mais do que "auto-fortalecimento" e que a inovação deve ser acompanhada por mudanças institucionais e ideológicas.
A oposição às reformas era intensa entre a elite dominante conservadora que as condenava por serem radicais demais e propunham alternativas mais moderadas e gradualistas. Conservadores como o príncipe Duan suspeitavam de uma conspiração estrangeira; Duan queria expulsar completamente os estrangeiros da China.
Além das reformas, foram feitos planos para remover à força a Imperatriz Cixi do poder. Yuan Shikai deveria matar Ronglu, assumir o controle da guarnição em Tientsin, e então marchar sobre Pequim e prender Cixi. No entanto, Yuan havia prometido anteriormente apoiar Ronglu; em vez de matá-lo, Yuan informou Ronglu da trama. 

## Fim
Com o apoio dos conservadores e das forças armadas comandadas por Yuan e Ronglu, Cixi deu um golpe de Estado em 22 de setembro de 1898 e assumiu o governo. Guangxu foi colocado em prisão domiciliar no Palácio de Verão até sua morte em 1908.
As reformas foram revertidas e seus principais defensores - os "Seis Cavalheiros de Wuxu" (戊戌六君子): Tan Sitong, Kang Guangren (irmão de Kang Youwei), Lin Xu, Yang Shenxiu, Yang Rui e Liu Guangdi - foram ordenados a serem executado. Os dois principais líderes, Kang Youwei e seu aluno Liang Qichao, fugiram para o Japão, onde fundaram a Baohuang Hui (Sociedade de Proteção ao Imperador) e trabalharam, sem sucesso, por uma monarquia constitucional na China. Tan Sitong recusou-se a fugir e foi executado.

Durante a Reforma dos Cem Dias, os generais Dong Fuxiang, Ma Anliang e Ma Haiyan foram chamados a Pequim e ajudaram a acabar com o movimento junto com Ma Fulu e Ma Fuxiang. Dong Fuxiang e o Exército Muçulmano Gansu estacionado em Pequim durante a Reforma dos Cem Dias mais tarde participaram da Rebelião dos Boxers e ficaram conhecidos como os Bravos de Kansu.